# Breda (Catalogne)
Pour les articles homonymes, voir Breda (homonymie).
Breda est une commune de la province de Gérone, en Catalogne, en Espagne, de la comarque de la Selva.

## Lieux et monuments
Une statue devant l'église réalisée par le sculpteur de la ville.La spécialité de Breda est la céramique.

## Culture populaire
- La série télévisée Ventdelplà, diffusée par TV3 dans les années 2000, est inspirée par la ville de Breda[1].